# Leptopelis aubryi
Leptopelis aubryi är en groddjursart som först beskrevs av Duméril 1856.  Leptopelis aubryi ingår i släktet Leptopelis och familjen Arthroleptidae. IUCN kategoriserar arten globalt som livskraftig. Inga underarter finns listade i Catalogue of Life.